# Fantastic Adventures
Fantastic Adventures fue una revista pulp estadounidense de fantasía y ciencia ficción, publicada entre 1939 y 1953 por Ziff-Davis. El editor fue inicialmente Ray Palmer, quien también lo fue de Amazing Stories, la otra revista de ciencia ficción de Ziff-Davis. Los nueve primeros números se publicaron en formato bedsheet, pero en junio de 1940 la revista cambió a un tamaño pulp estándar. Estuvo a punto de ser cancelada a finales de 1940, pero el número de octubre de 1940 consiguió unas ventas inesperadamente altas, gracias a una gran portada de J. Allen St. John para el relato Jongor of Lost Land, de Robert Moore Williams. En mayo de 1941 la revista se publicaba mensualmente de forma regular. Los historiadores de la ciencia ficción consideran que Palmer fue incapaz de mantener un alto nivel de calidad en los relatos y Fantastic Adventures pronto adquirió una reputación de revista de historias fantásticas y poco serias. Gran parte del material fue escrito por un pequeño grupo de escritores bajo seudónimos y nombres colectivos. Las portadas, como las de muchas otras pulp de la época, se centraron en mujeres hermosas en escenas de acción melodramática. Un artista de portadas habitual fue H. W. McCauley, cuyas glamurosas portadas de chichas conocidas como MacGirl eran populares entre los lectores, aunque el énfasis en la representación de mujeres atractivas y a menudo parcialmente vestidas recibió algunas críticas.
En 1949 Palmer dejó Ziff-Davis y fue reemplazado por Howard Browne, experto y entusiasta de la ficción fantástica. Browne logró mejorar en cierta medida la calidad de la ficción publicada, y el período en torno al año 1951 se considera como el apogeo de la revista. Browne perdió interés cuando su plan para subir el nivel de Amazing Stories fracasó y la revista cayó de nuevo en la frivolidad. En 1952, Ziff-Davis lanzó otra revista de fantasía, Fantastic, en formato digest, que fue un éxito, y unos meses después se decidió cesar la publicación de Fantastic Adventures en favor de Fantastic. El número de marzo de 1953 fue el último de Fantastic Adventures.

## Historia editorial
Aunque ya se publicaba ciencia ficción (sf) antes de la década de 1920, no comenzó a comercializarse como género independiente hasta la aparición en 1926 de Amazing Stories, una revista pulp publicada por Hugo Gernsback. A finales de la década de 1930 el género experimentaba su primer auge. Gernsback perdió el control de Amazing Stories en 1929; la revista se vendió a Teck Publications y en 1938 fue adquirida por Ziff-Davis. Al año siguiente Ziff-Davis lanzó Fantastic Adventures como complementaria de Amazing; el primer número fue el de mayo de 1939, y el editor de Amazing, Ray Palmer, asumió también la responsabilidad de la nueva revista.
Se publicó inicialmente en formato bedsheet, al igual que las primeras revistas de ciencia ficción, como Amazing, quizás con el fin de atraer a los fanes nostálgicos de un formato más grande. Comenzó con una periodicidad bimestral, pero en enero de 1940 pasó a ser mensual, aunque como las ventas fueron menores que las de Amazing, con el número de junio volvió a publicarse cada dos meses. El tamaño también se redujo a un formato pulp estándar, que era más barato. Las ventas no mejoraron, con lo que Ziff-Davis se planteó que el número de octubre fuera el último. Ese número incluía el relato Jongor of Lost Land, de Robert Moore Williams, que aparecía en la portada, obra del dibujante J. Allen St. John; la combinación resultó ser tan popular que las ventas de octubre fueron el doble de las de agosto, lo que convenció a Ziff-Davis de que la revista era viable, y se reanudó en enero de 1941, bimestralmente al principio, pero volviendo a ser mensual en mayo de ese año.
Howard Browne asumió el puesto de editor, tanto de Amazing Stories como de Fantastic Adventures en 1950. Browne prefería la fantasía a la ciencia ficción, y disfrutó como editor de Fantastic Adventures, pero cuando sus planes para subir el nivel de la revista fracasaron a causa de la guerra de Corea, perdió el interés en ambas revistas. Dejó a William Hamling asumir la responsabilidad de ambas revistas, y la calidad disminuyó. A finales de 1950, Ziff-Davis trasladó sus oficinas de Chicago a Nueva York; Browne se trasladó a Nueva York, pero Hamling decidió quedarse en Chicago, por lo que Browne se volvió a involucrar de nuevo, y algunos historiadores como Brian Stableford y Mike Ashley consideran que el resultado fue una gran mejora en la calidad de la revista. El interés de Browne en la fantasía lo llevó a lanzar una nueva revista en formato digest, Fantastic, en verano de 1952, que fue un éxito inmediato y llevó a Ziff-Davis a pasar también Amazing Stories al mismo formato. El paso del formato pulp al digest iba bien encaminado a principios de los años 1950, y con el éxito de Fantastic parecía que no había motivos para mantener también Fantastic Adventures, que finalmente se fusionó con Fantastic; el último número tenía fecha de portada marzo de 1953 y la edición de mayo-junio de Fantastic hacía mención a Fantastic Adventures en la mancheta, aunque ya no apareció en el siguiente número.

### Raymond A. Palmer

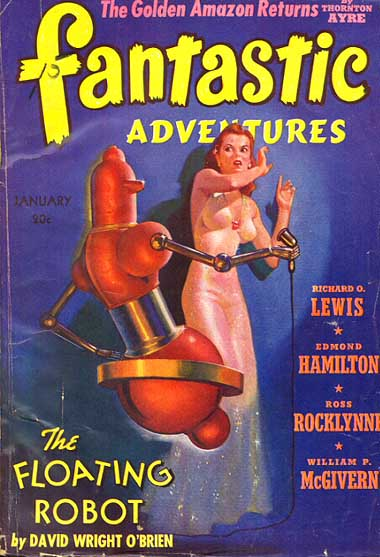
Portada de Harold W. McCauley para el número de enero de 1941. Estas portadas, más sugestivas y conocidas como MacGirl, empezaron a aparecer a finales de 1940, remplazando a las más orientadas a la acción.

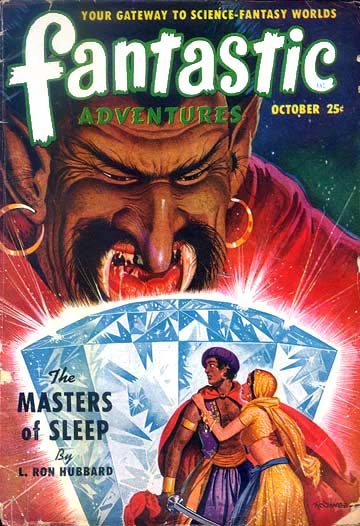
Portada de Robert Gibson Jones para Masters of Sleep, de L. Ron Hubbard, en el número de octubre de octubre de 1950.

### Howard Browne

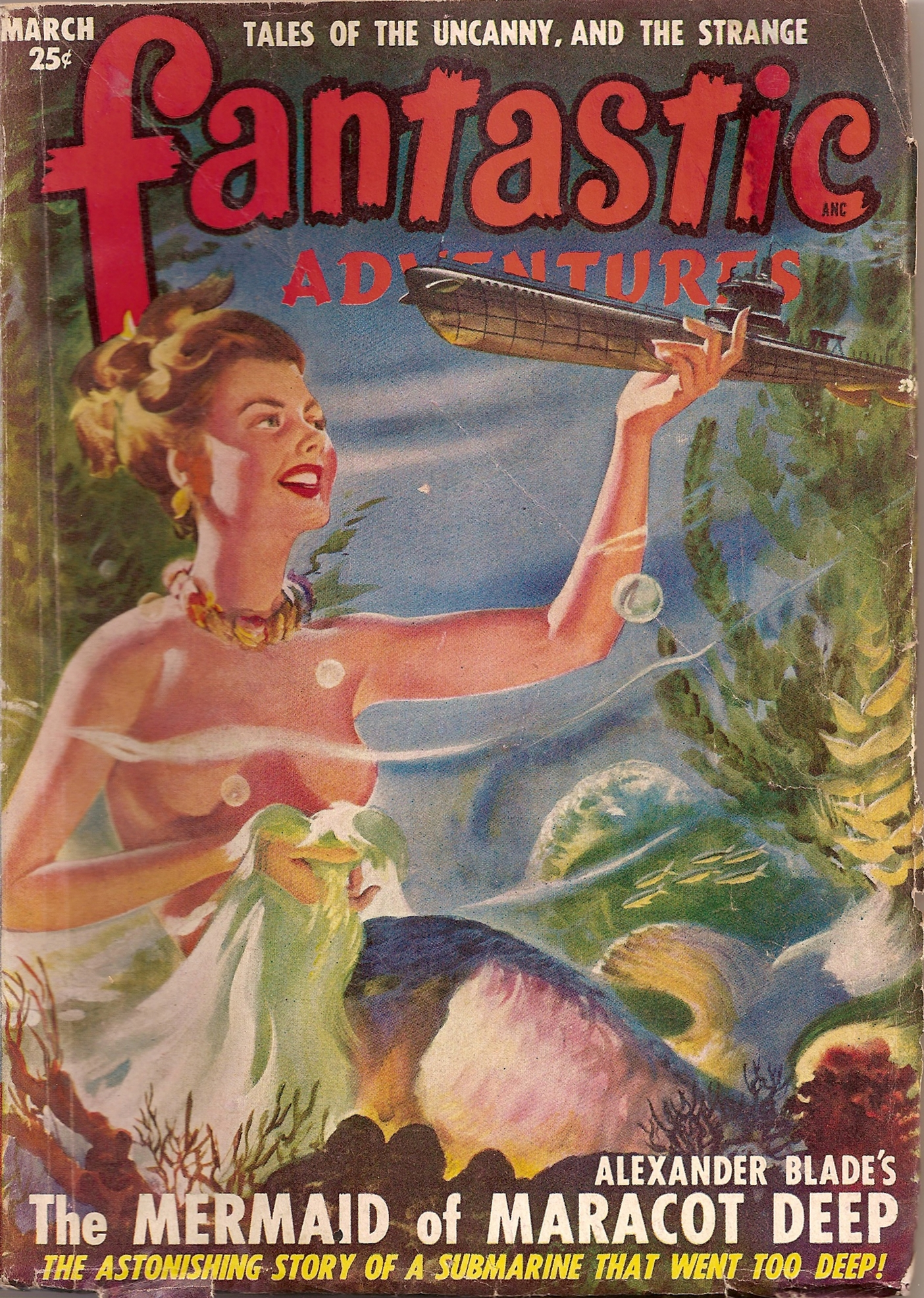
Portada de Alexander Kohn para el número de marzo de 1949. Las naves espaciales como símbolo fálico eran habituales en las portadas de las revistas de ciencia ficción, pero en esta el papel lo desempeña un submarino.